# Liste der Bodendenkmale in Neu-Seeland
In der Liste der Bodendenkmale in Neu-Seeland sind alle Bodendenkmale der brandenburgischen Gemeinde Neu-Seeland und ihrer Ortsteile aufgelistet. Grundlage ist die Veröffentlichung der Landesdenkmalliste mit dem Stand vom 31. Dezember 2020. Die Baudenkmale sind in der Liste der Baudenkmale in Neu-Seeland aufgeführt.
|    | Gemarkung       | Flur | Kurzansprache | Bodendenkmalnummer | Bemerkung | Bild |
| -- | --------------- | ---- | --- | ------------------ | --------- | ---- |
| 1  | Bahnsdorf ()    | 1    | Dorfkern deutsches Mittelalter, Dorfkern Neuzeit                                                                                                 | 80035              |           |      |
| 2  | Leeskow (Lage)  | 1    | Siedlung Bronzezeit | 80124              |           |      |
| 3  | Leeskow (Lage)  | 1    | Siedlung Urgeschichte, Siedlung Bronzezeit | 80125              |           |      |
| 4  | Leeskow (Lage)  | 1    | Dorfkern deutsches Mittelalter, Dorfkern Neuzeit                                                                                                 | 80126              |           |      |
| 4  | Lieske ()       | 1, 3 | Dorfkern deutsches Mittelalter, Dorfkern Neuzeit, Kirche deutsches Mittelalter, Kirche Neuzeit, Friedhof deutsches Mittelalter, Friedhof Neuzeit | 80121              |           |      |
| 5  | Lindchen ()     | 1    | Dorfkern deutsches Mittelalter, Dorfkern Neuzeit                                                                                                 | 80120              |           |      |
| 6  | Lubochow (Lage) | 1    | Siedlung slawisches Mittelalter, Siedlung Bronzezeit, Siedlung römische Kaiserzeit                                                               | 80115              |           |      |
| 7  | Lubochow (Lage) | 1    | Siedlung Bronzezeit | 80116              |           |      |
| 8  | Lubochow (Lage) | 1    | Siedlung Bronzezeit | 80117              |           |      |
| 9  | Lubochow (Lage) | 1    | Dorfkern Neuzeit, Dorfkern deutsches Mittelalter                                                                                                 | 80118              |           |      |
| 10 | Ressen ()       | 1    | Dorfkern deutsches Mittelalter, Dorfkern Neuzeit, Kirche deutsches Mittelalter, Kirche Neuzeit, Friedhof deutsches Mittelalter, Friedhof Neuzeit | 80135              |           |      |
| 11 | Ressen ()       | 1    | Siedlung Bronzezeit | 80136              |           |      |